# Triumph 1500
De Triumph 1500 is een automodel dat door de Britse fabrikant Triumph werd geproduceerd van begin 1970 tot het voorjaar van 1976.

## 1500
De Triumph 1500 had het voorwielaangedreven onderstel van de Triumph 1300 en ook de carrosserie werd overgenomen, maar met een gewijzigd front met dubbele koplampen en een langere achterkant met horizontale achterlichten en een grotere kofferbak. Het interieur werd ook herzien en kreeg een nieuw ontworpen dashboard en deurbekleding waarvan de bovenste delen van echt hout bleven. De viercilinder lijnmotor werd opgeboord tot 1493 cc en leverde met een enkele SU-carburateur 61 pk (45 kW). Alle vier de wielen werden opgehangen aan schroefveren, de voorwielen onafhankelijk.
In 1972 nam het vermogen toe tot 65 pk (48 kW) door een grotere carburateur en een aangepast inlaatsysteem. Deze latere uitvoeringen zijn herkenbaar aan een zilverkleurig plaatje op de voorkant van de auto, terwijl de oudere modellen een zwarte hebben. De auto bereikte een topsnelheid van 140 km/u en accelereerde van 0-100 km/u in 16,5 seconden. Van het begin van 1970 tot het najaar van 1973 werden 66.353 exemplaren van de Triumph 1500 gebouwd.

## 1500 TC

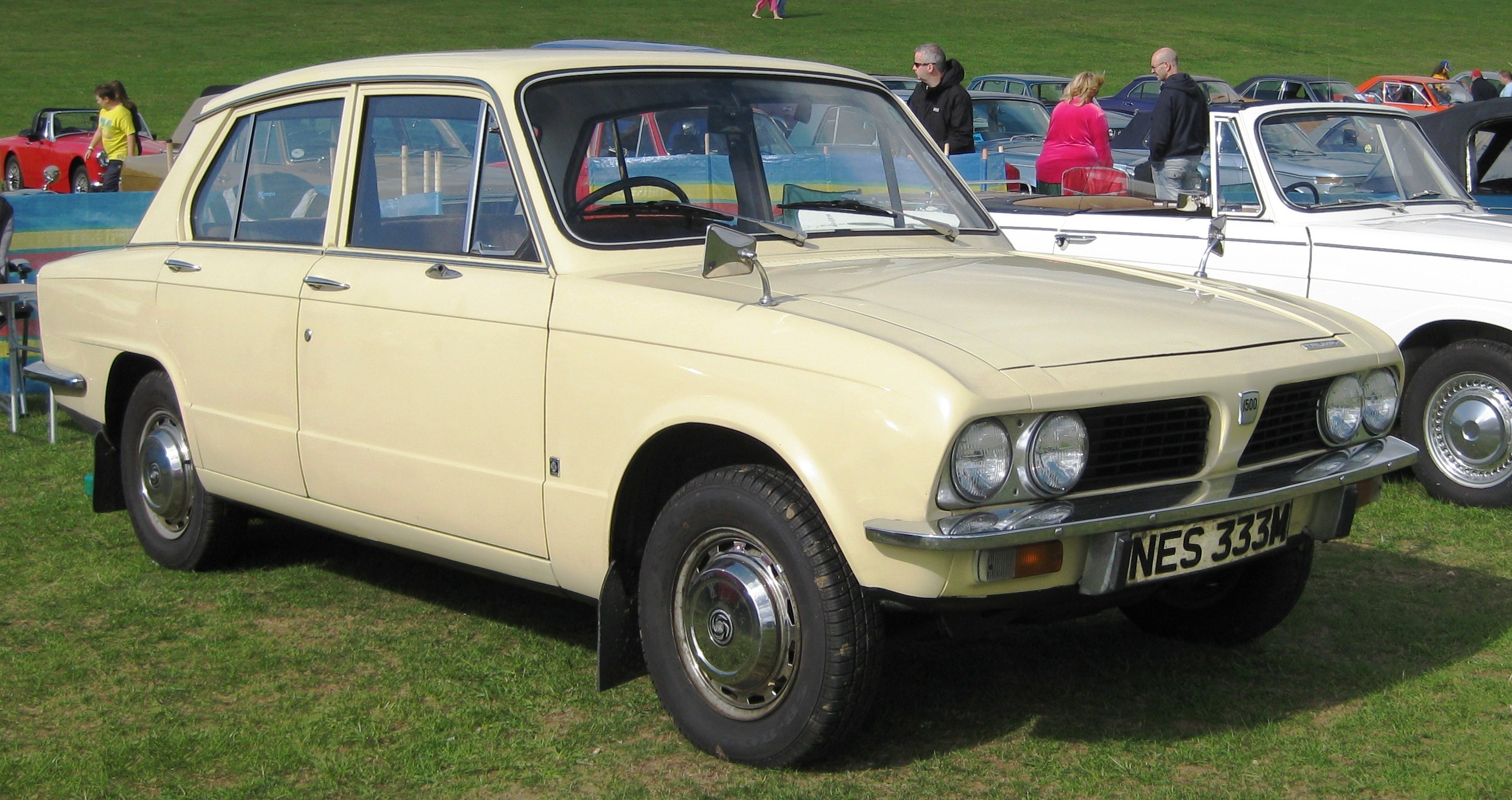
Triumph 1500 TC (1973-1976)

In oktober 1973 werd de Triumph 1500 opgevolgd door de 1500 TC. Deze had dezelfde 1,5 liter viercilinder lijnmotor, maar had dubbele SU-carburateurs en het onderstel met achterwielaandrijving van de kort daarvoor geïntroduceerde Dolomite. De binnen- en buitenkant bleven grotendeels gelijk aan zijn voorganger.
De 1500 TC is te herkennen aan het bijbehorende opschrift op de kofferklep en de wieldoppen met een zwart midden, terwijl ze blauw waren op 1500. De auto's bereikten een topsnelheid van 148 km/u en accelereerden van 0-100 km/u in 14,8 seconden. Op verzoek was een schuifdak leverbaar.
In maart 1976 verving de Dolomite 1500 de 1500 TC na 25.549 exemplaren.